# Проєкт X (фільм, 1968)
«Проєкт X» (англ. Project X) — незалежний науково-фантастичний фільм 1968 року, продюсером і режисером якого був Вільям Касл, з Крістофером Джорджем, Ґретою Болдвін, Генрі Джонсом і Монте Маркхемом у головних ролях. Фільм був розповсюджений компанією Paramount Pictures і знятий за мотивами науково-фантастичних романів «Штучна людина» (1965) і «Психогейст» (1966) Л. П. Девіса. Сценарій був написаний Едмундом Моррісом, а спеціальні епізоди анімації виконала Hanna-Barbera.
Історія «Проєкту Х» перегукується з деякими геополітичними темами кінця 1960-х років, такими як перенаселення, генетична інженерія, біологічна війна, кріотехніка та страх перед азійським домінуванням. Він поєднує в собі тогочасні науково-фантастичні концепції, такі як голографічні пристрої, маніпуляції з пам'яттю та її перегляд, а також віртуальні середовища, щоб створити історію про футуристичне шпигунство.

## Сюжет
Хаген Арнольд — американський шпигун у 2118 році. Геополітичний клімат на Землі значно змінився за ці роки, а єдиною наддержавою і ворогом Сполучених Штатів залишається Сино-Азія (Китай). Перенаселення є нагальною проблемою. Під час таємної місії в Сино-Азію Арнольд надсилає повідомлення своїм кураторам у США, що «Захід буде знищено через чотирнадцять днів». Перед місією йому вкололи препарат проти тортур, який викликає сильний біль. Сильний біль зітре йому пам'ять, і він не зможе нічого розповісти своїм катам.
Хагена благополучно повертають до США і поміщають у кріогенну камеру доти, доки уряд не знайде спосіб витягти з нього інформацію. Ключ до розгадки секретної зброї, над якою працювали китайці, зачинений у його свідомості, американські вчені вдаються до використання голографічного пристрою для зчитування пам'яті, який може зазирнути в його свідомість, поки він спить. Вчені також створюють ретельно продуману історичну симуляцію 1960-х років (Арнольд має ступінь з історії, зосереджену на цьому буремному десятилітті) як засіб для створення рольового механізму, який може витягнути інформацію з підсвідомості на поверхню нічого не підозрюючого Арнольда. Щоб зменшити його підозри, у симуляції 1960-х років також створюють матрицю особистості 1960-х років, яку імплантують у його свідомість. Йому навіюють думку, що він — злочинець, який переховується на фермі і не може звідти вийти, щоб його не заарештували.
Коли дні спливають до моменту, коли Схід знищить Захід, Хаген знайомиться з футуристичною робітницею фабрики, на ім'я Карен Саммерс, яка робить невеликі анахронічні помилки на тлі симуляції 1960-х років. Її лякає невидимий снайпер, що викликає у Хагена підозри, але він нічого не підозрює про симуляцію, яку він бачить. Уряд знаходить і затримує Карен, але напруга зростає, оскільки Хаген не лише не розкрив потрібну їм таємницю, але й інший агент, невидимий снайпер, чоловік, відомий як Грегорі Галлеа, з'являється на сцені, намагаючись витягнути з Хагена спогади. Його мета — отримати цінну інформацію, щоб обдурити уряд США. Галлеа зник два роки тому і вважається загиблим, ймовірно, загинувши працюючи у Сино-Азії. Саме він допоміг Хагену втекти з Сино-Азії.
Перегляд пам'яті та голографічна техніка вивільняють ментальну силу в Хагені. Психічна сила створює енергетичне поле, яке вбиває Галлеа у вражаючому прояві світла та люті. Однак його смерть стає ключем, який шукали вчені. Вони витягують мозок Галлеа з тіла і, зберігаючи його живим у резервуарі з поживними речовинами, проводять над ним ті ж самі вправи зі зчитування мозку, що й над Хагеном. Спогади Галлеа показують, як китайці планують знищити Захід. Галлеа ввів Хагену Арнольду безліч середньовічних хвороб, які за чотирнадцять днів перетворять його на живу чумну бомбу, здатну поширити хвороби по всій території США, таким чином фактично знищивши країну зсередини.
Провідний науковець Кроутер згадує, що Арнольд перебував у кріопідвісі більшу частину чотирнадцятиденного періоду, тож ще є час, щоб зробити йому імунізацію і врятувати Захід. Вони роблять це, поки він непритомний, а потім імплантують йому третю особистість, в якій він живе в майбутньому і щасливо одружений на прекрасній Карен Саммерс. Арнольд прокидається в новому світлому і щасливому майбутньому, одруженим чоловіком, якому держава дозволить мати двох дітей з новою дружиною.

## У ролях
- Крістофер Джордж — Хаген Арнольд
- Ґрета Болдвін — Карен Саммерс
- Генрі Джонс — доктор Кроутер
- Монте Маркхем — Грегорі Галлеа
- Гарольд Гулд — полковник Голт
- Філіп Пайн — Лі Крейг (Філіп Е. Пайн)
- Лі Делано — доктор Тоні Веріті
- Іван Бонар — полковник Коуен
- Роберт Клівз — доктор Джордж Тарвін
- Чарльз Ірвінг — майор Толлі

## Участь Hanna-Barbera
Замість звичайної живої зйомки використовувалися анімовані послідовності, що представляють певні сцени дії. Приклади включають футуристичний реактивний літак у стилі VTOL, що представляє літак для втечі Хагена Арнольда з Сино-Азії. В іншому епізоді повторно використано попередній кадр з анімаційного серіалу «Джонні Квест» — підводний ліфт, який закінчується всередині підводного човна на дні океану. Усі анімаційні та деякі живі послідовності були додатково покращені за допомогою візуальної димки, хвилястих зображень, мультиекспозиції, зворотньо-негативних зображень, монохроматичних кольорів та інших оптичних ефектів, доступних в ту епоху.